# 얀 버거스
요하네스 얀 마르티뉘스 뷔르허르스(Johannes Jan Martinus Burgers)는 네덜란드의 물리학자로, 미국에서 교수로 활동해 버거스로 더 잘 알려져 있다.
전위에 대한 버거스 벡터, 편미분방정식에 대한 버거스 방정식, 점탄성에 대한 버거스 물질 등의 업적이 있다.